# Ołownik uszkowaty
Ołownik uszkowaty, o. przylądkowy (Plumbago auriculata Lam.) – gatunek rośliny z rodziny ołownicowatych. Pochodzi z południowej i południowo-wschodniej Afryki. Jest w Polsce uprawiany jako roślina ozdobna.

## Morfologia
Roślina wieloletnia dorastająca do 2 m wysokości i podobnej szerokości. Wytwarza odrosty korzeniowe, a jej pędy wspinają się po podporach. Ma matowozielone, podłużne liście o długości do 5 cm. Wydaje nieprzerwanie od maja do października półkuliste, baldachokształtne kwiatostany jasnoniebieskie, białe lub bladofioletowe. 

## Zastosowanie i uprawa
Uprawiana bywa w dużych pojemnikach, przez lato zazwyczaj na zewnątrz domu, na okres zimy musi być jednak wstawiona do ogrzewanych pomieszczeń. Może zimować w jasnym lub ciemnym pomieszczeniu, ale w temperaturze 4-12 °C. Nadaje się również na formowane i nieformowane żywopłoty. Roślina wymaga miejsca osłoniętego od wiatru i deszczu, w pełnym słońcu. W dużych pojemnikach nadaje się jej przeważnie formę pienną, rzadziej stożkowatą albo rozpina szpalerowo. Ołownik trzeba podlewać regularnie i dostatecznie, nawozić co 14 dni; zrywamy zwiędłe kwiaty, ponieważ same nie opadają. 

## Odmiany (wybór)
- `Alba` - o czysto białych kwiatach
- `Royal Cape` - o kwiatach intensywnie niebieskich